# アクティオンゾウカブト
アクティオンゾウカブト Megasoma actaeon (Linnaeus, 1758) は、コウチュウ目 (鞘翅目)コガネムシ科カブトムシ亜科カブトムシ族のゾウカブト属 Megasoma に分類される昆虫の一種である。アクタエオンゾウカブト、アクテオンゾウカブトムシとも呼称される。ゾウカブト属のうち、体毛が生えないタイプの種としては世界最大の大きさを誇る。種小名はギリシャ神話の鹿に変えられた狩人アクタイオーンに由来する。
本種の幼虫は成長すると平均体重200 gに達する。本種の幼虫の最重量記録は、日本で飼育されたオスの幼虫が記録した体重228 gで、この記録は最も重い甲虫の幼虫、およびあらゆる種類の世界で最も重い昆虫としてギネス世界記録認定されている。また成虫の体重も約40 - 50 gに達し、本種はゴライアスオオツノハナムグリ Goliathus やタイタンオオウスバカミキリ Titanus giganteus とともに、世界で最も重い甲虫の一種としてもギネス認定されている。

## 分布
本種は南アメリカのベネズエラ、ガイアナ、スリナム、フランス領ギアナ、スリナム、ガイアナ、ブラジル（アマパー州・ロライマ州・パラー州・アマゾナス州・マラニョン州）に分布する。またパナマやパラグアイにも分布している可能性があるが、確実な記録は確認されておらず、パナマの記録はラミレスゾウカブトとレックスゾウカブト（当時はアクタエオンゾウカブトとして扱われていた個体群）が分類的に区別されていなかった時代のデータとされており、実際にはパナマではラミレスゾウカブトのみ分布が確認されている。海野和男は本種について、地域を限らなければゾウカブト属の中で最も普通に見られる種であると評している。
本種はアンデス山脈の東側に分布しており、山脈の西側（パナマ、コロンビア、エクアドル、ペルー北西部）には近縁種であるヤヌスゾウカブト M. janus の亜種であるヤヌス・ラミレス M. janus ramirezorum Silvestre & Arnaud, 2002 （独立種とする学説あり、後述）が分布している。またボリビア、ブラジル南部、パラグアイ、アルゼンチン北部にはヤヌスゾウカブトの名義タイプ亜種  M. j. janus Felsche, 1906 が、ブラジル中央部（マトグロッソ、ゴイアス、サンパウロ）にはヤヌス・フジタ M. j. fujitai Nagai, 2003 がそれぞれ分布している。

## 形態

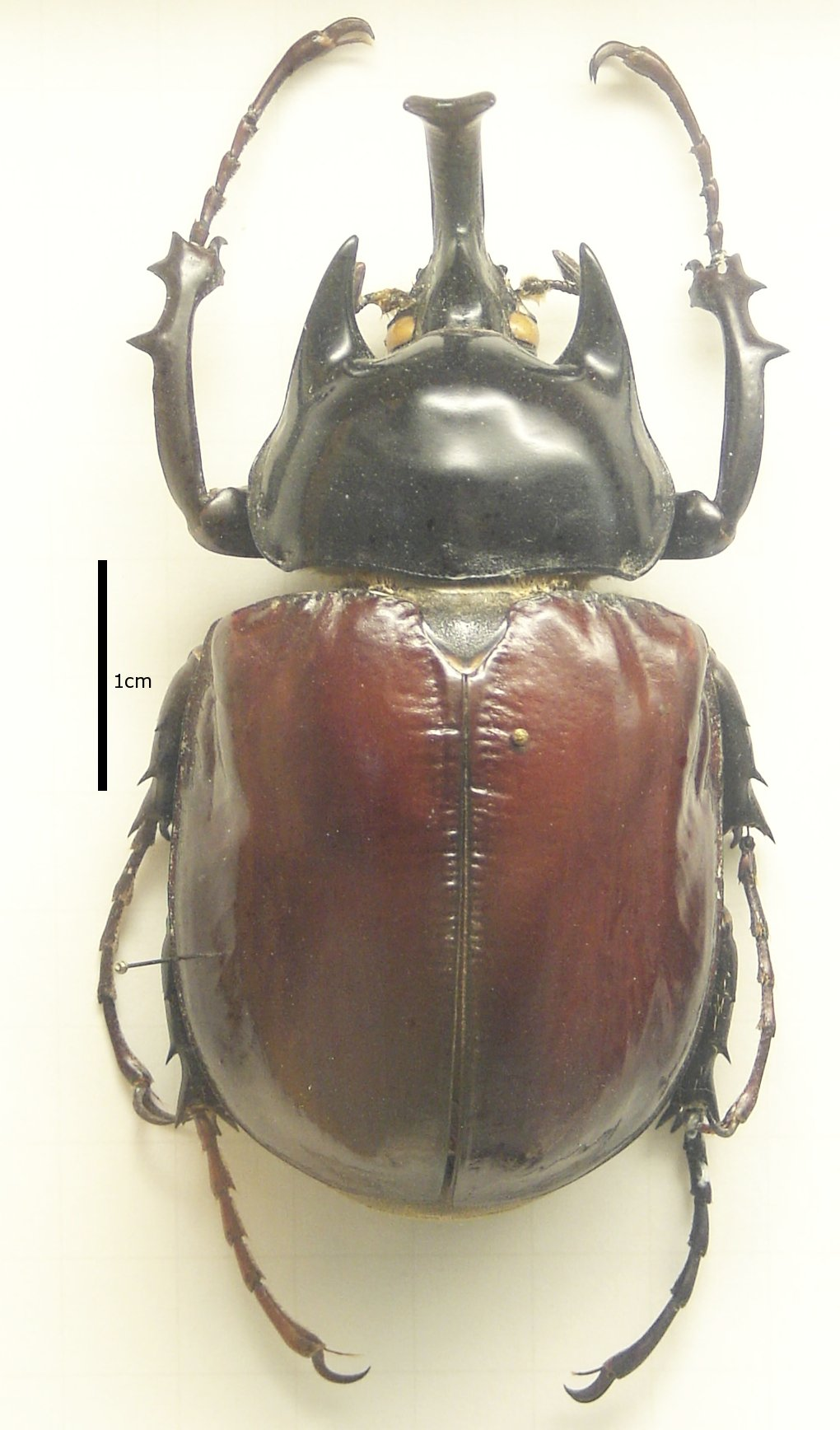
ヤヌスゾウカブト

成虫の全長（オスの頭角を含む）はオスで53 - 121 mm、メスで55 - 80 mmだが、通常オスは80 - 100 mm程度の個体が多い。オス成虫の最長個体は全長133.2 mmが記録されている（レックスゾウカブト、ヴァズデメロゾウカブトが別種として記載される以前のデータ）。角の発達は体格に比例する。
最大級個体は130 mmを越える。体毛が生えないタイプのゾウカブトとしては最も体重が重く、130 mmほどの個体になると、約50 gにも達する（ちなみにヘラクレスオオカブトは約40 g）。
体色は黒色で、近縁のマルスゾウカブト M. mars に比べて光沢が鈍い。オスの前胸前縁から伸びている2本の突起は細長く、斜め上方向に向く。この突起は内側に曲がるもの、まっすぐ前方に伸びるものなど個体変異がある。オスの頭角はマルスゾウカブトに比べて太短い。オスの前胸背板の正中線上に胸角は生えておらず、その箇所は三角形の板状に隆起している。メスは上翅にしわがある。体の割に角はそれ程長くはならないため体長はヘラクレスオオカブトより短いが、体重と体全体の大きさでは本種のほうが大きくなる傾向にある。
アクティオンゾウカブトのオスの角はゾウカブトの中でも特に強固なものである。
ヤヌスゾウカブト M. janus は本種に酷似しているが、背面の光沢が強く、またオスの頭角はやや短く、本種に比べて先端が二又に大きく開く傾向がある。

### 分類
2018年 - 2019年にかけて Massimo Prandi により、南アメリカ大陸の東側の個体群を従来通りアクティオンゾウカブトとする一方、それまでアクティオンゾウカブトとされていた南アメリカ西側の個体群はレックスゾウカブト M. rex 、ブラジル・マットグロッソ州の個体群はヴァズデメロゾウカブト M. vazdemelloi として、それぞれ新種記載する論文が発表された。また同論文ではそれまでヤヌスゾウカブトの亜種とされていたラミレスゾウカブト M. ramirezorum とフジタゾウカブト M. fujitai をそれぞれ独立種として記載している。ただし、2019年時点でもとされたエクアドル、ペルー産の「レックスゾウカブト」は流通上は従前と同じく「アクタエオンゾウカブト」と呼称されることが多い。
レックスゾウカブト Megasoma rex Prandi, 2018
コロンビア、エクアドル、ペルー、ブラジル（ロンドニア州・マットグロッソ州）に分布する種。アクタエオンゾウカブトに酷似しているが、より大型（体長はオスで51 - 133 mm、メスで52 - 88 mm）であり、体長120 mm超のオスはアクタエオンゾウカブトでは極めて稀である一方、レックスゾウカブトではそのような個体も珍しくない。また前胸背板前縁突起がアクタエオンゾウカブトより長い一方、前脚脛節前縁が平行になり（アクタエオンゾウカブトはV字状にえぐれる）、中脚・後脚跗節の第一節に位置する突起がアクタエオンゾウカブトより明らかに短いという特徴がある。
種小名 rex はラテン語で「王」を意味する。
ヴァズデメロゾウカブト Megasoma vazdemelloi Prandi, 2018
体長はオスで65 - 128 mm、メスで66 - 73 mm。ブラジルのマットグロッソ州に分布する。雌雄ともに体表面は黒色で、アクタエオンゾウカブトに比べて光沢が強く、また後脚跗節第1節の棘はアクタエオンゾウカブトの棘より短い。上翅会合線付近のしわは少なく、比較的滑らかである。
種小名 vazdemelloi はブラジル在住の昆虫学者 Fernando Zagury Vaz-De-Mello に由来する。

## 生態

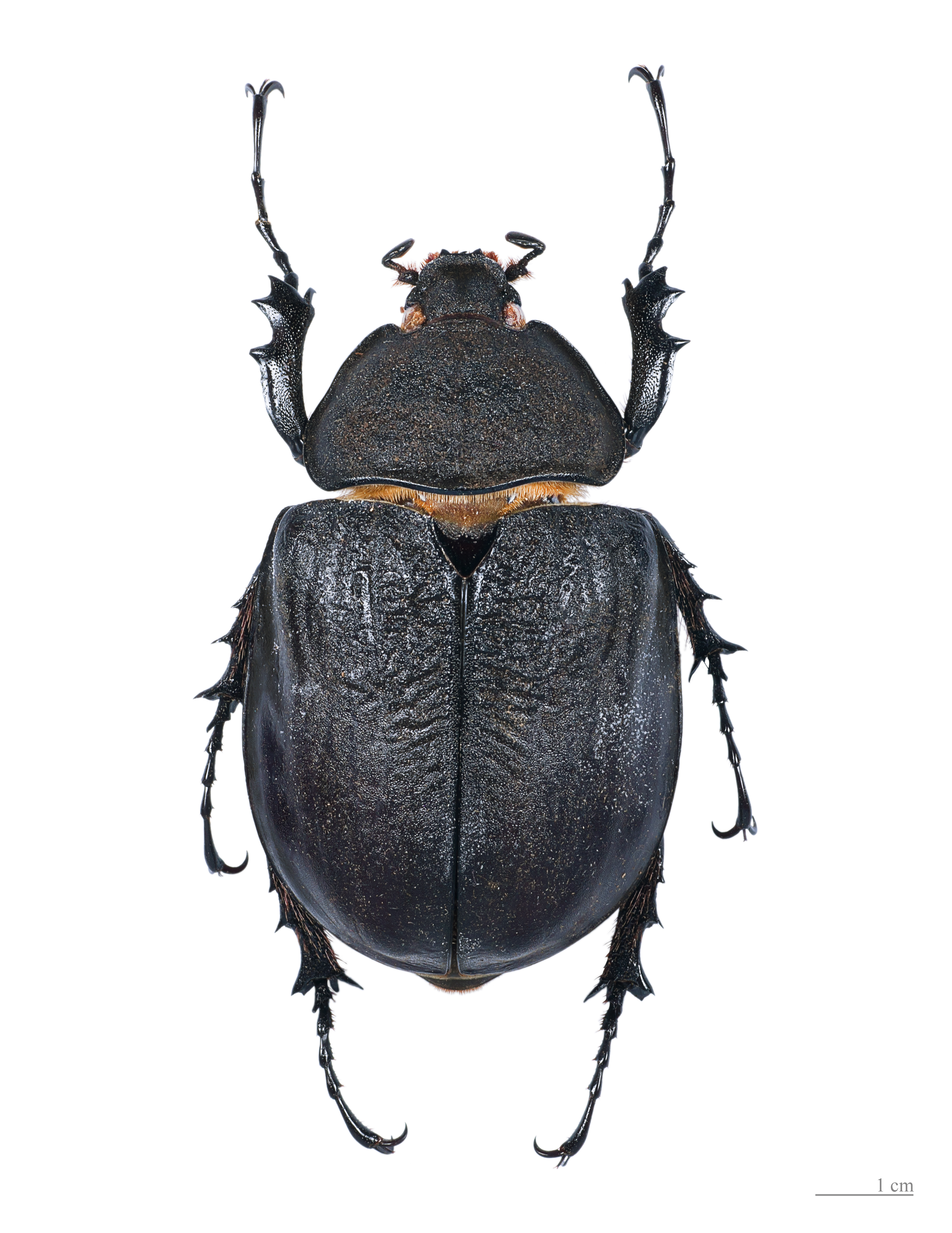
メス

野生下ではほぼ一年中発生するものと考えられている。あまり標高の高い地域では見られない。夜行性と考えられ、昼間は深い森林の倒木の下などに隠れている。大型のカブトムシ類としてはよく飛翔すると考えられており、アマゾン川流域ではしばしば灯火に飛来する。宮下圭によれば、かつてアクタエオンゾウカブトとして扱われていたエクアドルの個体群（レックスゾウカブト）は100 - 200 m程度の低標高で得られ、建物の街灯の下に飛来した非常に大型のオスの死骸をいくつも観察できたという。
メス成虫は成熟して交尾したらすぐに卵を土に産む。卵は3週間ほどという短い期間で孵化するが、幼虫期間は非常に長く、3年ほどかかる。3齢の幼虫は最大で体重200 gに達することがあり、これは昆虫の中でも最重量級である。成虫の平均寿命は短く、約半年ほどである。
外国産カブトムシの中では飼育しやすい部類に入るが、ゾウカブトの中ではマルスゾウカブトと並んで比較的穏やかな性格をしており、エレファスゾウカブトと同じくらい穏やかである。
ゾウカブトの例に漏れず脚の力は非常に強く、ヘラクレスオオカブトやコーカサスオオカブトといった世界的に見て最強クラスのカブトムシにも引けを取らない戦闘能力を持っているが、ヘラクレスやコーカサスなどの他のカブトムシ族とは異なり、角が上向きに沿っているため、敵を投げ飛ばすことには向いていない。そのため、戦闘の際は重い体重を生かして敵を押し出す戦法をとる。